# Kelsie Ahbe
Kelsie Ahbe (ur. 6 lipca 1991) – kanadyjska lekkoatletka specjalizująca się w skoku o tyczce. Do końca 2014 roku reprezentowała Stany Zjednoczone.
Siódma zawodniczka mistrzostw świata juniorów w Moncton (2010). Po zmianie barw narodowych, zajęła 5. miejsce na igrzyskach panamerykańskich oraz zdobyła wicemistrzostwo strefy NACAC. Dwunasta zawodniczka igrzysk olimpijskich w Rio de Janeiro (2016).
Medalistka mistrzostw NCAA.
Zdobywała złote medale mistrzostw Kanady.
Rekordy życiowe: stadion – 4,55 (16 sierpnia 2016, Rio de Janeiro); hala – 4,56 (16 sierpnia 2019, Jonesboro).

## Osiągnięcia
| Rok  | Impreza                     | Miejsce        | Lokata            | Wynik |
| ---- | --------------------------- | -------------- | ----------------- | ----- |
| 2010 | Mistrzostwa świata juniorów | Moncton        | 7. miejsce        | 3,95  |
| 2015 | Igrzyska panamerykańskie    | Toronto        | 5. miejsce        | 4,40  |
| 2015 | Mistrzostwa NACAC           | San José       | 2. miejsce        | 4,40  |
| 2016 | Igrzyska olimpijskie        | Rio de Janeiro | 12. miejsce       | 4,50  |
| 2017 | Mistrzostwa świata          | Londyn         | el. –             | NM    |
| 2019 | Igrzyska panamerykańskie    | Lima           | 6. miejsce        | 4,35  |
| 2019 | Mistrzostwa świata          | Doha           | el. – 22. miejsce | 4,35  |